# Sufre mamón
Sufre mamón o ¡Sufre, mamón! (titulada Devuélveme a mi chica en Hispanoamérica) es una película española de comedia musical sobre los Hombres G, dirigida por Manuel Summers, padre del cantante de la banda, David Summers.
Cuenta los orígenes del grupo musical de rock español Hombres G, en donde los miembros del grupo se interpretan a sí mismos en la película. Tiene como base la canción "Devuélveme a mi chica", basada en un hecho que aconteció en la vida de David con una exnovia llamada Macu. La historia, salvo la pelea con los Fiebre Amarilla, los polvos pica pica, el mono y pequeños detalles añadidos para darle mayor dramatización y comicidad, es muy real, tanto en el terreno emocional como en el musical.
Un año más tarde, en 1988, el grupo protagonizaría la secuela: Suéltate el pelo.

## Sinopsis
David, romántico y enamoradizo, es íntimo amigo de Javi, un gamberro compulsivo. Tras ser expulsados del colegio debido a sus bromas pesadas, ambos son admitidos en otro centro. Allí conocen a Dani y deciden crear un grupo musical: "Los Residuos". Por otro lado, David se enfrenta a un problema amoroso: Patty, su novia, está descaradamente interesada en Ricky Lacoste, un niño pijo que es el vocalista de "Fiebre Amarilla", el grupo rival. Mientras Patty juega a dos bandas, el grupo conoce a Rafa en la grabación de un programa de televisión y se incorpora al grupo. Nacen los "Hombres G" de manera definitiva y empiezan los éxitos.

## Producción y rodaje
La película intenta ser fiel tanto en los diálogos como en los escenarios por los que se movía el grupo, en el Parque de las avenidas. Aparecen así parques, el colegio Menesiano en el que estudiaron David y Javi (si bien los interiores fueron grabados en tres colegios diferentes: el colegio religioso San Ramón y San Antonio (calle Rodríguez Marín 53), colegio Claret de Madrid (Calle Corazón de María, 1) y otro situado en Carabanchel (Colegio Santo Ángel de la Guarda), el bar Rowland y su dueño, Nano, en el que casi 'vivían' los integrantes de Hombres G.
La ropa, instrumentos musicales, etcétera, eran también propiedad de los protagonistas y los que usaban en la vida real. Las chupas de cuero que aparecen son las que ellos llevaban por la calle, el clarinete, la batería, las guitarras... todo era utilizado por los componentes de Hombres G detrás de la cámara.
Los actores eran amigos o familiares de los protagonistas. Gerardo Ortega, actual propietario de una ganadería sevillana que lleva su nombre, es primo de David Summers, e interpretaba a Ricky Lacoste. Marta Madruga, la por aquel entonces novia de David, y hasta 2018 esposa, interpretó a Patty. Paco Martín, el mánager que les hizo famosos, es interpretado por el mismo Paco. Pese a la fama conseguida y las tentadoras ofertas que otras discográficas hicieron al grupo después de ver su éxito, los Hombres G se mantuvieron siempre fieles a su segunda compañía de discos, Twins.
Una anécdota es que hubo que doblar la voz a Gerardo Ortega, con marcado acento sevillano, y que tenía que hacer de chico prepotente y arrogante o que a Ringo, el mono que aparece en la película, lograban calmarle a base de barras de pan y cerveza.

## Reparto
- David Summers como él mismo
- Javier Molina como él mismo
- Daniel Mezquita como él mismo
- Rafael Gutiérrez como él mismo
- Marta Madruga como Patty
- Gerardo Ortega como Ricky Lacoste
- Curro Martín Summers (Currito) como Pepe, el punki
- Antonio Gamero como Profesor de biología
- Paco Martín como Paco, representante
- Pedro Caballero
- Guillermo Summers como tío de David
- José Luis Velasco
- Fernando Salas
- Carlos Lucas como portero
- Trina Montaldi
- Juan Ballesta
- Tomás Zori como Profesor de solfeo
- Luis Escobar como Director del colegio religioso
- Manuel Summers Rodríguez (Manolín Summers) como Hermano de David
- Martín Riviere
- Jorge Alonso
- Ricardo de la Morena
- Francisco Rojas
- Celedón Parra (Celedonio Parra) como amigo punki de Pepe
- José Antonio Rico
- Los Desaparecidos como ellos mismos
- Fiebre Amarilla como ellos mismos
- María Abradelo
- Cristina Galbó
- Antonio y Carmen (imagen de archivo)

Y los cameos en el evento musical de Rafael Revert, Micky, Hilario Camacho, Simón Andreu, Jesús María Amilibia, Las Birmettes, Joaquín Luqui, Luis Vaquero, Arlequín, Ketty Kauffman, Los Elegantes, Peor Impossible y Rossy de Palma.